# Cacoxenus creberii
Cacoxenus creberii är en tvåvingeart som först beskrevs av Singh 1976.  Cacoxenus creberii ingår i släktet Cacoxenus och familjen daggflugor. Inga underarter finns listade i Catalogue of Life.